# Port lotniczy Nanuya Levu
Port lotniczy Nanuya Levu (IATA: TTL, ICAO: NFUL) – port lotniczy położony na wyspie Turtle Island, należącej do Fidżi.